# Vincent De Haître
Vincent De Haître (* 16. června 1994 Ottawa, Ontario) je kanadský rychlobruslař a dráhový cyklista.
Jako junior startoval v dráhové cyklistice na místních závodech. Na kanadském šampionátu v roce 2013 zvítězil v časovce na 1 kilometr a byl třetí ve sprintu.
Rychlobruslení se věnuje od roku 2008. Na podzim 2012 se poprvé představil na Světovém poháru juniorů, na začátku roku 2013 debutoval na juniorském světovém šampionátu. V seriálu Světového poháru nastupuje od sezóny 2013/2014. Startoval na Zimních olympijských hrách 2014 (1000 m – 20. místo, 1500 m – 33. místo). Na Mistrovství světa 2017 získal v závodě na 1000 m stříbrnou medaili. V sezóně 2016/2017 vyhrál s kanadským týmem celkovou klasifikaci Světového poháru v týmovém sprintu. Zúčastnil se Zimních olympijských her 2018, kde v závodě na 1500 m skončil na 21. místě a na trati 1000 m se umístil na 19. příčce.